# Дехтяренко Олександр Сергійович
Дехтяре́нко Олекса́ндр Сергійович (13 лютого 1996 року) — український футболіст, захисник.

## Кар'єра гравця
Випускник маріупольської ДЮСШ «Іллічівець», де починав займатися під керівництвом тренерів Григорія Чурилова та Івана Папазова, а закінчив у Володимира Калачі та Віктора Карпети. За час виступів у ДЮФЛ у зональних етапах команда Дехтяренко ніколи не опускалась нижче шостого місця, а у випускному сезоні посіла третє місце у групі. Після випуску був запрошений у молодіжну команду «Іллічівця».
В основній команді маріупольців дебютував 30 листопада 2014 року у грі Прем'єр-ліги проти «Волині». 18-річний Дехтяренко вийшов на поле на 89-й хвилині, замінивши Івана Цюпу. За час, проведений на полі стадіону «Метеор» захисник зумів відзначитися відбором м'яча та створити небезпечний момент біля воріт лучан. Цей матч став єдиним для Дехтяренко у першій команді. Влітку наступного року «Іллічівець» запропонував гравцю новий контракт.
Після уходу з «Іллічівця» три сезони виступав на аматорському рівні за «Уманьферммаш». Восени 2017 року грав у другій лізі за житомирське «Полісся». Став автором гола у своєму дебютному матчі, 30 серпня 2017 року у ворота «Поділля», а всього зіграв 12 матчів і забив 1 гол.